# Żebrzyca

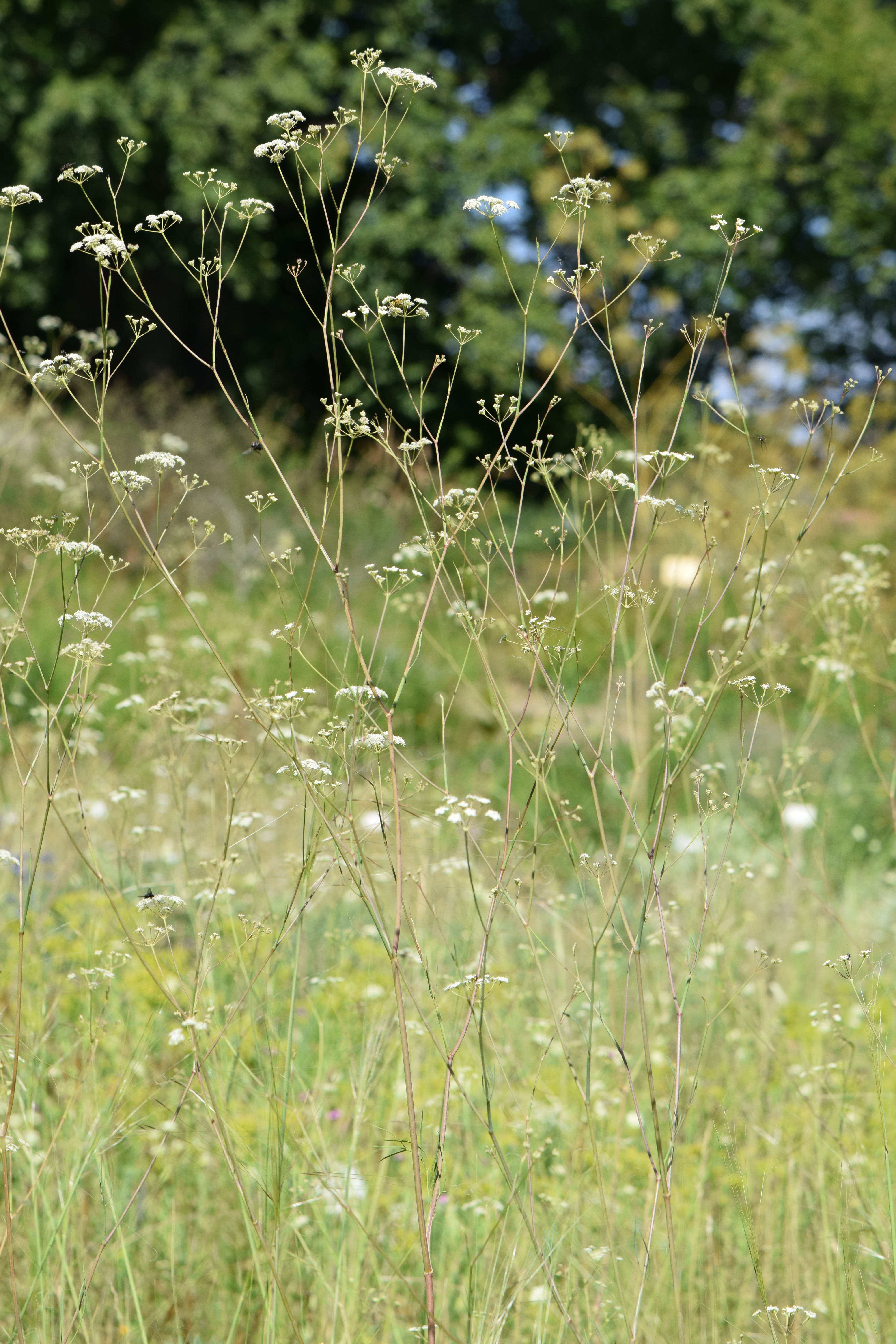
Żebrzyca sina

Żebrzyca (Seseli L.) – rodzaj roślin należący do rodziny selerowatych (Apiaceae). Obejmuje w zależności od ujęcia od ok. 80 do ponad 140 gatunków. Jest to jeden z największych i najbardziej problematycznych pod względem taksonomicznym rodzajów w obrębie rodziny. Zasięg rodzaju obejmuje rozległe przestrzenie Starego Świata od Europy Zachodniej i północno-zachodniej Afryki po Tajlandię, Chiny i Japonię. Do flory Polski należy w zależności od ujęcia jeden gatunek (żebrzyca roczna S. annuum) lub trzy – w przypadku włączenia tu gatunków z rodzaju oleśnik Libanotis.
Gatunki związane są na ogół z suchymi i otwartymi siedliskami – stepami, skalistymi stokami i urwiskami, pustyniami na obszarach górskich. Tylko rośliny z sekcji Condensata rosną w miejscach mokrych, wzdłuż górskich strumieni.
Liczne gatunki wykorzystywane są jako lecznicze ze względu na wysoką zawartość kumaryn, terpenów i olejków eterycznych.

## Morfologia
PokrójNajczęściej krótko owłosione, rzadko nagie byliny, czasem drewniejące, rzadko rośliny jednoroczne i dwuletnie. Często z grubym kłączem.
LiściePojedynczo do 4-krotnie pierzastych, często o wąskich łatkach, ale czasem też lancetowatych do zaokrąglonych.
KwiatyZebrane w baldaszki, a te w baldachy złożone. Pokryw brak lub są nieliczne, równowąskie do lancetowatych. Pokrywki wielolistkowe, wolne lub zrośnięte u nasady, równowąskie do lancetowatych. Promienie baldacha nagie lub owłosione. Kielich z drobnymi ząbkami. Płatki korony białe, czasem zaróżowione lub żółtawe, zwykle na szczycie wycięte i z łatką zagiętą do środka. Krążek miodnikowy stożkowaty lub spłaszczony. Szyjki słupka proste lub rozchylone.
OwoceNagie lub owłosione rozłupnie, jajowate lub elipsoidalne, z 5 żebrami nitkowatymi lub silnie wystającymi, w bruzdach między nimi od 1 do 4 smug.

## Systematyka

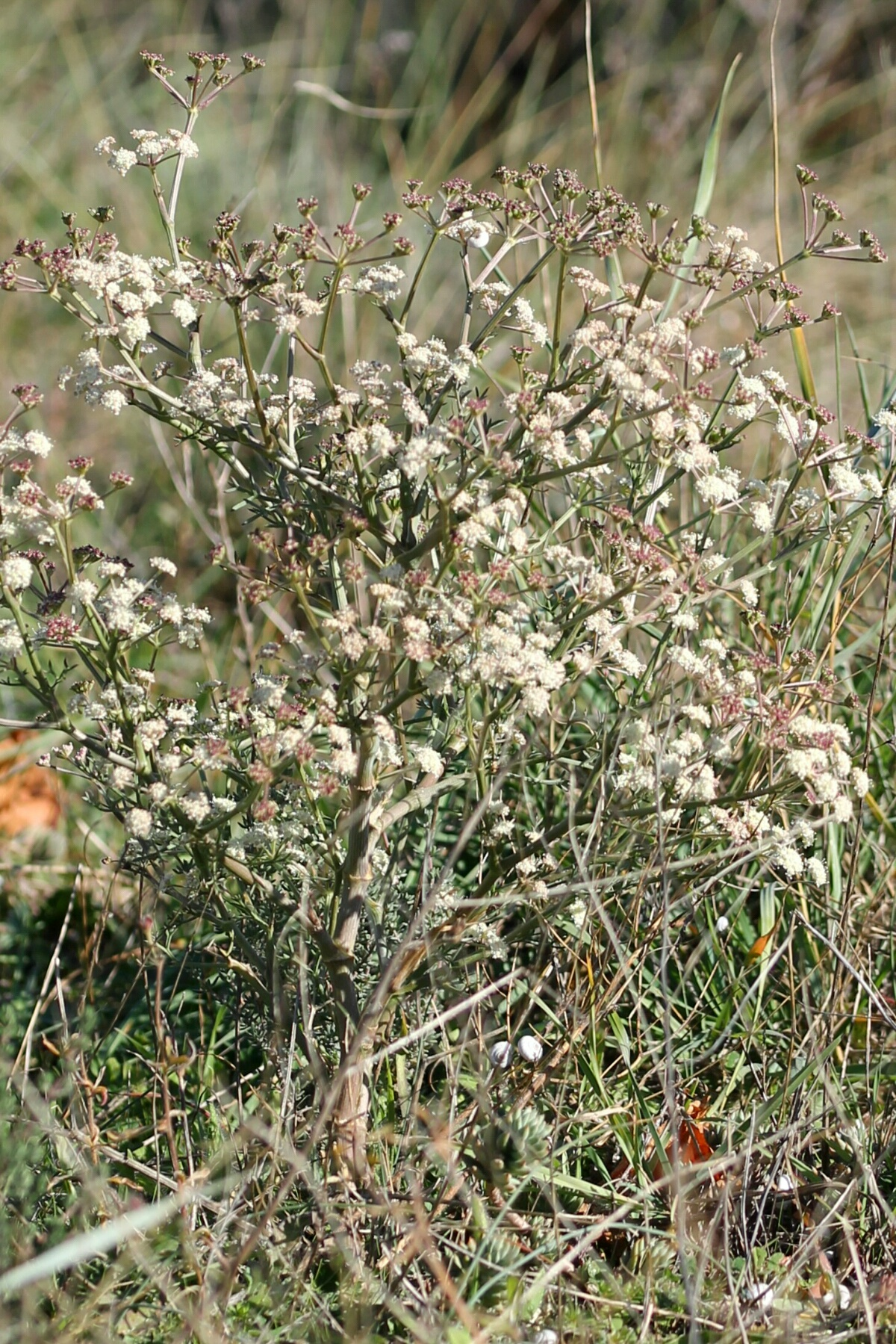
Żebrzyca pogięta

Rodzaj w obrębie rodziny selerowatych (baldaszkowatych) Apiaceae klasyfikowany jest do podrodziny Apioideae i plemienia Selineae.
Rodzaj zaliczany jest do najtrudniejszych taksonomicznie w obrębie rodziny. Kontrowersje budzi włączenie tu (lub wyłączanie) rodzajów oleśnik Libanotis i Eriocycla. Badania molekularne nie potwierdzają monofiletyzmu rodzaju – jego przedstawiciele wymieszani są na drzewie filogenetycznym m.in. z przedstawicielami rodzajów lubiśnik Ligusticum i gorysz Peucedanum. Niektóre gatunki tradycyjnie tu zaliczane wykazują nawet większe pokrewieństwo z rodzajami z innych plemion.
Wykaz gatunków
- Seseli abolinii (Korovin) Schischk.
- Seseli acaulis (R.H.Shan & M.L.Sheh) V.M.Vinogr.
- Seseli aemulans Popov
- Seseli afghanicum (Podlech) Pimenov
- Seseli alaicum Pimenov
- Seseli albescens (Franch.) Pimenov & Kljuykov
- Seseli alboalatum (Haines) Pimenov & Kljuykov
- Seseli alexeenkoi Lipsky
- Seseli andronakii Woronow ex Schischk.
- Seseli annuum L. – żebrzyca roczna
- Seseli arenarium M.Bieb.
- Seseli aroanicum Hartvig
- Seseli asperulum (Trautv.) Schischk.
- Seseli atlanticum Boiss.
- Seseli austriacum (Beck) Wohlf.
- Seseli besserianum Stoyanov & Ostr.
- Seseli betpakdalense Bajtenov
- Seseli bocconei Guss.
- Seseli buchtormense (Fisch. ex Hornem.) W.D.J.Koch
- Seseli bulgaricum P.W.Ball
- Seseli calycinum (Korovin) Pimenov & Sdobnina
- Seseli campestre Besser
- Seseli cantabricum Lange
- Seseli condensatum (L.) Rchb.f.
- Seseli coreanum H.Wolff
- Seseli coronatum Ledeb.
- Seseli corymbosum Boiss. & Heldr.
- Seseli crithmifolium (Juss. ex DC.) Boiss.
- Seseli cuneifolium M.Bieb.
- Seseli degenii Urum.
- Seseli delavayi Franch.
- Seseli denudatum Boiss.
- Seseli dichotomum Pall. ex M.Bieb.
- Seseli diffusum (Roxb. ex Sm.) G.Hend. & Hume
- Seseli djianeae Gamisans
- Seseli eriocarpum (Schrenk) B.Fedtsch.
- Seseli eriocephalum (Pall. ex Spreng.) Schischk.
- Seseli eryngioides (Korovin) Pimenov & V.N.Tikhom.
- Seseli farrenyi Molero & J.Pujadas
- Seseli fasciculatum (Korovin) Korovin ex Schischk.
- Seseli foliosum (Sommier & Levier) Manden.
- Seseli galioides Lazkov
- Seseli galloprovinciale Reduron
- Seseli ghafoorianum (Akhani) Pimenov & Kljuykov
- Seseli giganteum Lipsky
- Seseli glabratum Willd. ex Schult.
- Seseli globiferum Vis.
- Seseli gouanii W.D.J.Koch
- Seseli gracile Waldst. & Kit. – żebrzyca drobna
- Seseli grandivittatum (Sommier & Levier) Schischk.
- Seseli grubovii V.M.Vinogr. & Sanchir
- Seseli gummiferum Pall. ex Sm. – żebrzyca gumodajna
- Seseli halkensis C.Catt., Kit Tan & Biel
- Seseli hartvigii Parolly & Nordt
- Seseli heterophyllum Janka
- Seseli hippomarathrum Jacq. – żebrzyca kobyla
- Seseli iliense (Regel & Schmalh.) Lipsky
- Seseli × inaequale N.Terracc.
- Seseli incanum (Stephan ex Willd.) B.Fedtsch.
- Seseli incisodentatum K.T.Fu
- Seseli intramongolicum Ma
- Seseli intricatum Boiss.
- Seseli jinanense (L.C.Xu & M.D.Xu) Pimenov
- Seseli jomuticum Schischk.
- Seseli junatovii V.M.Vinogr.
- Seseli karateginum Lipsky
- Seseli kaschgaricum Pimenov & Kljuykov
- Seseli kiabii (Akhani) Akhani
- Seseli korovinii Schischk.
- Seseli korshinskyi (Schischk.) Pimenov
- Seseli krylovii (V.N.Tikhom.) Pimenov & Sdobnina
- Seseli lancifolium (K.T.Fu) Pimenov
- Seseli lanzhouense (K.T.Fu ex R.H.Shan & M.L.Sheh) V.M.Vinogr.
- Seseli laticalycinum (R.H.Shan & M.L.Sheh) Pimenov
- Seseli lehmannianum Boiss.
- Seseli lehmannii Degen
- Seseli leptocladum Woronow
- Seseli leucospermum Waldst. & Kit.
- Seseli libanotis (L.) W.D.J.Koch – żebrzyca oleśnikowata, oleśnik górski
- Seseli longifolium L.
- Seseli luteolum Pimenov
- Seseli mairei H.Wolff
- Seseli malyi A.Kern.
- Seseli marashica E.Doğan & H.Duman
- Seseli marginatum (Korovin) Pimenov & Sdobnina
- Seseli merkuloviczii (Korovin) Pimenov & Sdobnina
- Seseli mironovii (Korovin) Pimenov & Sdobnina
- Seseli montanum L. – żebrzyca górska
- Seseli mucronatum (Schrenk) Pimenov & Sdobnina
- Seseli nemorosum (Korovin) Pimenov
- Seseli nevskii (Korovin) Pimenov & Sdobnina
- Seseli nortonii Fedde ex H.Wolff
- Seseli nudum (Lindl.) Pimenov & Kljuykov
- Seseli olivieri Boiss.
- Seseli osseum Crantz – żebrzyca sina
- Seseli pallasii Besser
- Seseli parnassicum Boiss. & Heldr.
- Seseli peixotoanum Samp.
- Seseli pelliotii (H.Boissieu) Pimenov & Kljuykov
- Seseli petraeum M.Bieb.
- Seseli petrosciadium Pimenov & Kljuykov
- Seseli peucedanoides (M.Bieb.) Koso-Pol.
- Seseli polyphyllum Ten.
- Seseli ponticum Lipsky
- Seseli praecox (Gamisans) Gamisans
- Seseli purpureovaginatum R.H.Shan & M.L.Sheh
- Seseli resinosum Freyn & Sint.
- Seseli rhodopeum Velen.
- Seseli rigidum Waldst. & Kit. – żebrzyca sztywna
- Seseli rimosum Pimenov
- Seseli roylei (Lindl.) Pimenov & Kljuykov
- Seseli rupicola Woronow
- Seseli sandbergiae Fedde ex H.Wolff
- Seseli schrenkianum (C.A.Mey. ex Schischk.) Pimenov & Sdobnina
- Seseli sclerophyllum Korovin
- Seseli scopulorum C.C.Towns.
- Seseli seravschanicum Pimenov & Sdobnina
- Seseli serpentina B.L.Burtt ex H.Duman & E.Doğan
- Seseli seseloides (Fisch. & C.A.Mey. ex Ledeb.) M.Hiroe
- Seseli sessiliflorum Schrenk
- Seseli setifera (Korovin ex Pavlov) M.Hiroe
- Seseli sibiricum (L.) Garcke – oleśnik syberyjski
- Seseli sibthorpii Gren. & Godr.
- Seseli squarrulosum R.H.Shan & M.L.Sheh
- Seseli staintonii (Riedl & Kuber) Pimenov & Kljuykov
- Seseli staurophyllum Rech.f.
- Seseli stewartii (M.Hiroe) Pimenov & Kljuykov
- Seseli strictum Ledeb.
- Seseli talassicum (Korovin) Pimenov & Sdobnina
- Seseli tenellum Pimenov
- Seseli tenuisectum Regel & Schmalh.
- Seseli thomsonii (C.B.Clarke) Pimenov & Kljuykov
- Seseli togasii (M.Hiroe) Pimenov & Kljuykov
- Seseli tommasinii Rchb.f.
- Seseli tortuosum L. – żebrzyca pogięta
- Seseli tragioides Pimenov
- Seseli transcaucasicum (Schischk.) Pimenov & Sdobnina
- Seseli turbinatum Korovin
- Seseli ugoense Koidz.
- Seseli unicaule (Korovin) Pimenov
- Seseli valentinae Popov
- Seseli vandasii Hayek
- Seseli veitchii (H.Boissieu) Pimenov
- Seseli wannienchun (K.T.Fu) Pimenov
- Seseli yunnanense Franch.